# Won Gwang
Won Gwang (원광, 圓光) est un moine bouddhiste coréen du royaume de Silla né en 534. Formé par le taoïsme et le confucianisme, il voyage en Chine entre 589 et 600. C'est alors qu'il devient adepte de l'enseignement de Bouddha. À son retour en Corée, il propage le bouddhisme du Mahayana dans une langue accessible à tous. Ses « cinq commandements pour la vie séculière » sont restés mémorables :
1. Sois fidèle à ton roi
2. Respecte tes parents
3. Fais confiance à tes amis
4. Ne bas jamais en retraite au combat
5. Respecte la valeur de la vie

Sa biographie est incluse dans le Haedong Goseungjeon, une compilation d'hagiographies du XIIIe siècle.